# Суслов Володимир Миколайович

### Член Національної спілки архітекторів України з 1976 р. Голова Хмельницької обласної організації Спілки архітекторів України з 1978 р. до 1988 р. Делегат Ряду з’їздів архітекторів. Заслужений архітектор України (1997 р.).
З 1947 р. проживав в м.Хмельницький. В 1961 р., закінчивши Куйбишевський інженерно-будівельний інститут, по комсомольській путівці поїхав на будівництво Західносибірського металургійного заводу в м.Новокузнецьку. Працював архітектором в інституті «Сибпромбудпроект» і за конкурсом був призначений молодшим науковим співробітником сектору «Містобудівництво» Академії будівництва та архітектури СРСР. Ним були написані 3 наукові праці. В 1964 р. повернувся до м.Хмельницького, де працював головним фахівцем з архітектури в філії Київського інституту «Цивільпромбуд». 
1. ↑  zakon.rada.gov.ua. {{cite web}}: Пропущений або порожній |title= (довідка); Пропущений або порожній |url= (довідка)
2. ↑   https://m.facebook.com/khmelnytsky.museum/photos/a.133659910072288/1245585032213098/. {{cite web}}: Пропущений або порожній |title= (довідка)
3. ↑   {{cite web}}: Порожнє посилання на джерело (довідка)